# Froschradweg
Der Froschradweg ist ein rund 260 km langer Radwanderweg in der Oberlausitzer Heide- und Teichlandschaft in den Landkreisen Bautzen und Görlitz in Sachsen.

## Verlauf

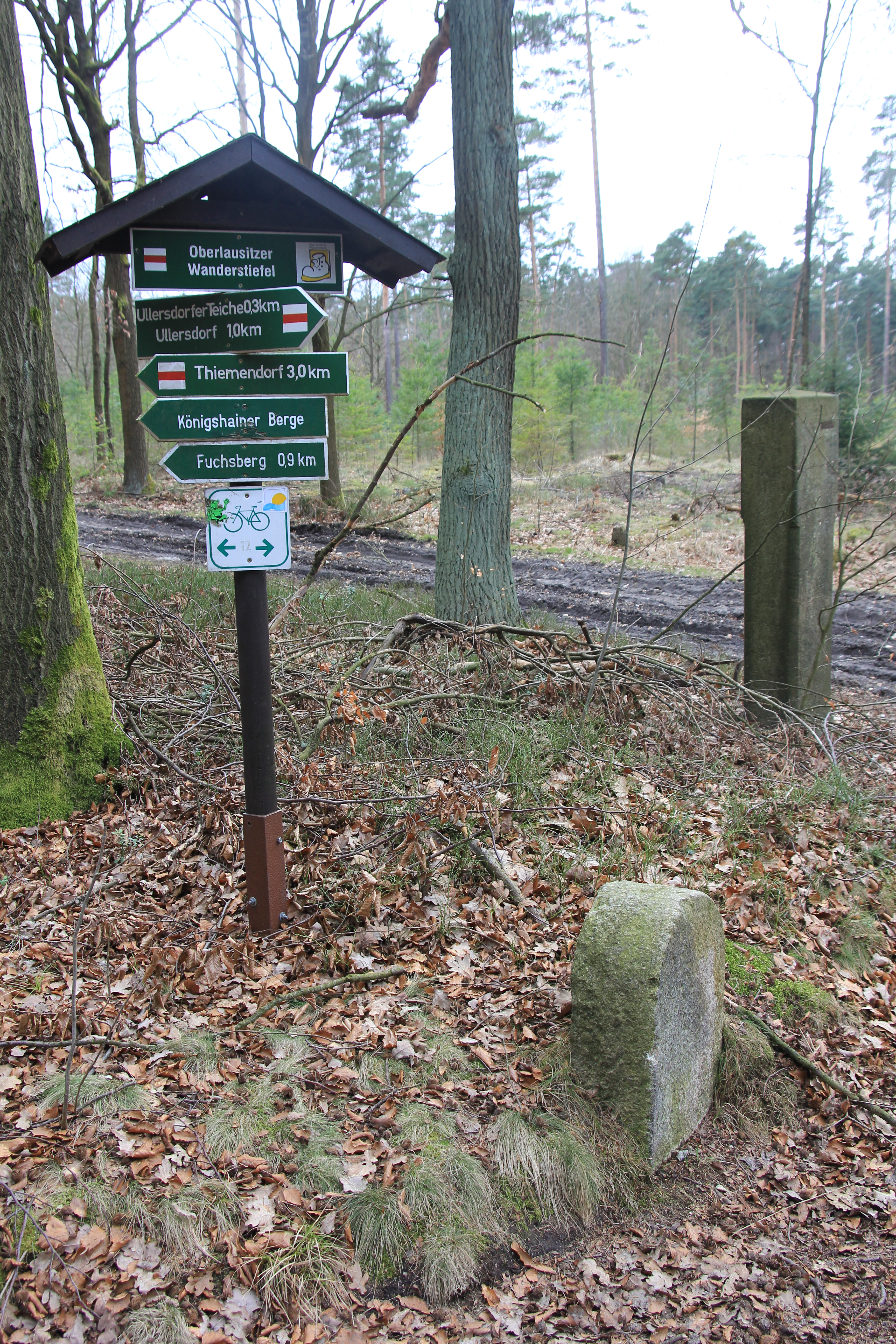
Wegweiser des Froschradwegs an den Ullersdorfer Teichen (nebst zwei denkmalgeschützten Wegweisersäulen)

Der Froschradweg führt durch Sachsens einziges UNESCO-Biosphärenreservat, das Biosphärenreservat Oberlausitzer Heide- und Teichlandschaft. Es liegt in den Landkreisen Bautzen und Görlitz. Er bietet Einblicke in das traditionelle Leben der Sorben in den zweisprachigen Dörfern und Städten entlang der Route.
Mit dem öffentlichen Nahverkehr kann man am Bahnhof Hoyerswerda starten. Vorbei an Scheibe-See und Bernsteinsee geht es in Richtung Schleife, also grob in Richtung Ost. Von hier zieht sich die Radwegschleife nach Süden, also über Kromlau, mit Ausflugsmöglichkeit zur Rakotzbrücke nach Bad Muskau. Entlang der Neiße geht es nach Süden über viele gemeinsame Kilometer, die sich Froschradweg und Neiße-Radweg teilen. Nach Rothenburg/Oberlausitz verlässt der Radweg die Neiße und zieht sich nach Westen, von Niesky und Kamenz bis nach Königswartha. Die Sechsstadt Bautzen ist per Abstecher erreichbar. Von Königswartha geht es in einem Bogen zurück nach Hoyerswerda.

## Kennzeichnung
Die Route ist durchgehend mit dem Frosch-Logo ausgeschildert.